# Le Val-Doré
Le Val-Doré is een gemeente in het Franse departement Eure (regio Normandië). De plaats maakt deel uit van het arrondissement Évreux. Le Val-Doré is op 1 januari 2018 ontstaan door de fusie van de gemeenten Le Fresne, Le Mesnil-Hardray en Orvaux.  De gemeente telde 883 inwoners op 1 januari 2022.

## Geografie
De oppervlakte van Le Val-Doré bedroeg op 1 januari 2022 20,17 vierkante kilometer; de bevolkingsdichtheid was toen 43,8 inwoners per km².

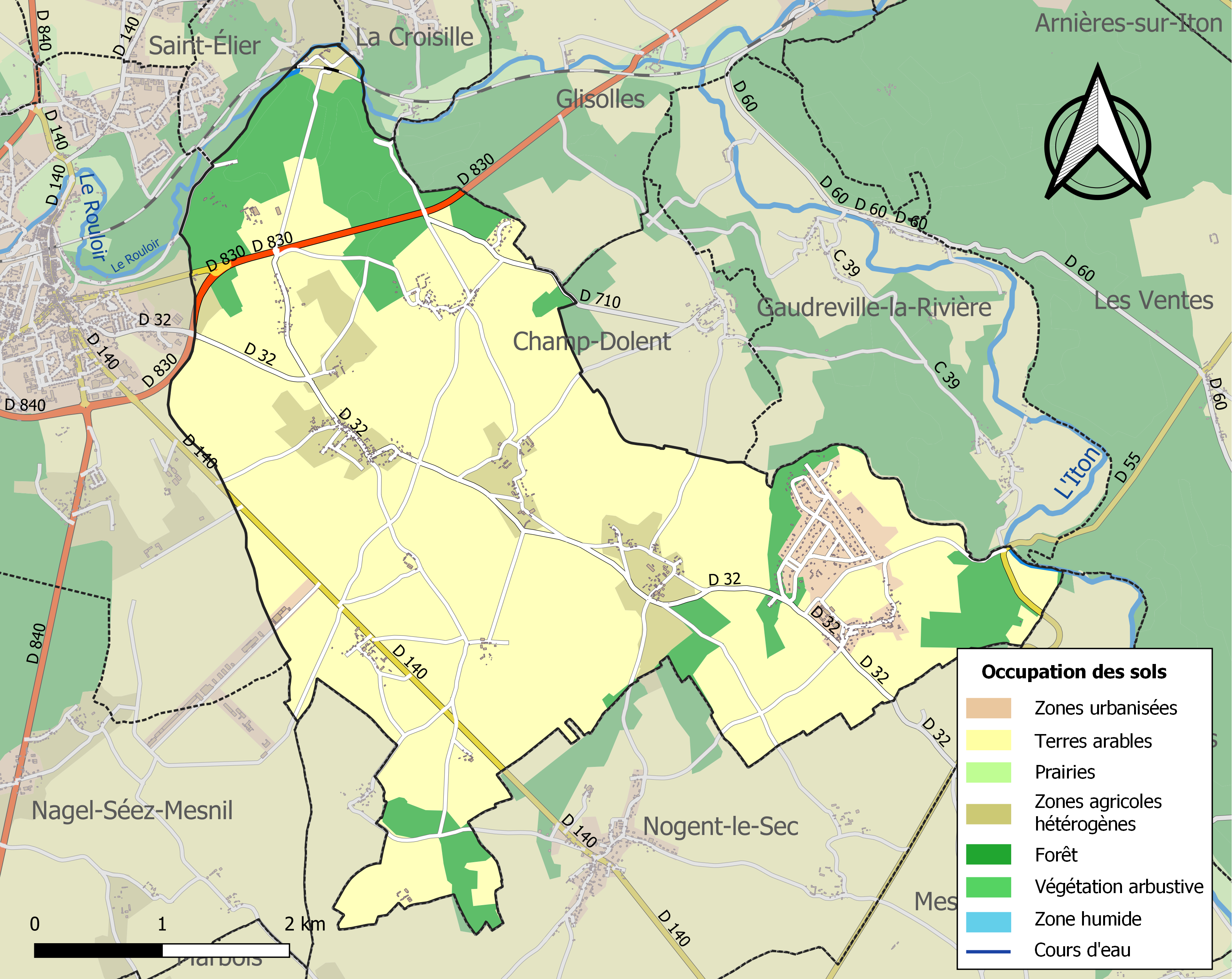
Kaart van de gemeente met belangrijkste infrastructuur, bodemgebruik en omliggende gemeenten